# 1993年7月逝世人物列表
1993年逝世人物列表：1月 - 2月 - 3月 - 4月 - 5月 - 6月 - 7月 - 8月 - 9月 - 10月 - 11月 - 12月
1993年7月逝世人物列表，是用於匯總1993年7月期間逝世人物的列表。

## 依日期排序

### 1日
- 湯姆·貝里（Tom Berry），81歲，英國橄欖球運動員和管理人員。
- Gert Hofmann，62歲，德國作家和教授，腦血管疾病。[1]
- 塞維·霍爾姆斯滕（Sevi Holmsten），71歲，芬蘭賽艇運動員和奧運選手。[2]
- 埃裡克·歐文（Eric Irvin），84歲，澳大利亞作家和澳大利亞戲劇歷史學家。[3]

### 2日
- 鄧祿普，85歲，澳大利亞外科醫生和二戰期間的戰俘。[4]
- Fred Gwynne，66歲，美國演員（The Munsters、Car 54,Where Are You？、夜半仔敲門），胰腺癌。[5]
- Irving J. Moore，74歲，美國電視導演，心臟病發作。[6]
- 瑪麗埃特·普羅廷（Mariette Protin），87歲，法國自由泳運動員和奧運選手。[7]
- 克拉倫斯·澤納，87歲，美國物理學家。[8]
- 錫瓦斯大屠殺中被殺害的知名人士[9]
  - Muhlis Akarsu，45歲，土耳其民謠歌手和音樂家[10]
  - Behçet Aysan，44歲，土耳其詩人[11]
  - Asım Bezirci，66歲，土耳其評論家、作家和詩人[12]
  - 內西米·西門，67歲，土耳其民謠歌手和詩人[13]
  - 哈斯雷特·居爾特金，22歲，土耳其音樂家和詩人[14]

### 3日
- 喬·德里塔，83歲，美國演員和喜劇演員（《三個臭皮匠》），肺炎。[15]
- 唐·德賴斯代爾（Don Drysdale），56歲，美國棒球運動員和電視體育評論員，心臟病發作。[16]
- 豪爾赫·卡皮奧·尼科爾（Jorge Carpio Nicolle），60歲，瓜地馬拉政治家和報紙出版商，被謀殺。
- 戴夫·魯賓斯坦（Dave Rubinstein），28歲，美國歌手，硬核朋克樂隊雷根青年（Reagan Youth）的聯合創始人，自殺。
- 諾維卡·恰諾維奇（Novica Čanović），31歲，南斯拉夫和塞爾維亞跳高運動員，奧運選手，在行動中喪生。[17]

### 4日
- Bona Arsenault，89歲，加拿大政治家。
- Lola Gaos，71歲，西班牙女演員，結直腸癌。[18]
- 奧爾斯頓·斯科特·豪斯霍爾德，89歲，美國數學家。[19]
- 羅曼·阿貝列維奇·卡恰諾夫（Roman Abelevich Kachanov），72歲，蘇聯和俄羅斯動畫師。
- Hellmut Lantschner，83歲，奧地利-德國高山滑雪運動員和世界冠軍。
- 安妮·雪麗，75歲，美國女演員，肺癌。[20]

### 5日
- 卡莉·班納吉，71歲，印度演員。
- 查理·畢曉普，69歲，美國棒球運動員。[21]
- 瑪莉亞·特雷莎·德·諾羅哈（Maria Teresa de Noronha），74歲，葡萄牙貴族和法多歌手。
- 湯姆·馬奎爾，101歲，愛爾蘭共和黨和政治家。[22]
- 哈里森·索爾茲伯里，84歲，美國記者。[23]

### 6日
- 奧利夫·安·比奇（Olive Ann Beech），88歲，美國女商人，比奇飛機公司（Beech Aircraft Corporation）聯合創始人
- 约翰·盖滕比·博尔顿，71歲，英裔澳大利亞天文學家。[24]
- Jean-Baptiste Delille，80歲，法國自行車賽車手。[25]
- 費爾莫伊男爵夫人露絲·羅奇（Ruth Roche, Baroness Fermoy），84歲，英國侍女，伊莉莎白王太后（Queen Elizabeth the Queen Mother）的知己。
- Szabolcs Izsák，49歲，匈牙利水手和奧運選手。[26]
- 邁克爾·羅滕斯坦，85歲，英國版畫家、畫家和藝術教師。[27]

### 7日
- 埃萊梅爾·伯克西（Elemér Berkessy），88歲，匈牙利足球運動員和教練。
- Aleks Buda，82歲，阿爾巴尼亞歷史學家。
- 本·查普曼，84歲，美國職業棒球大聯盟球員，心臟病發作。[28]
- Ove Arbo Høeg，94歲，挪威植物學家。
- Rıfat Ilgaz，82歲，土耳其教師、作家和詩人。
- 威廉·麥克爾維·米勒，100歲，美國傳教士和作家。[29]
- 米婭·薩帕塔（Mia Zapata），27歲，美國歌手（The Gits），被謀殺。[30]

### 8日
- 查理斯·阿德金斯，61歲，美國拳擊手和奧運冠軍。[31]
- 伊莎貝拉·科羅納（Isabela Corona），80歲，墨西哥女演員，心臟病發作。[32]
- 韋恩·豪厄爾（Wayne Howell），72歲，美國配音播音員，心臟病發作。
- John Riseley-Prichard，69歲，英國賽車手，患有愛滋病相關疾病。
- Paul Sharits，50歲，美國電影製片人和視覺藝術家。[33]
- Fred Weick，93歲，美國航空先驅和飛機設計師。[34]

### 9日
- Metin Altıok，52歲，土耳其詩人，縱火襲擊。[35]
- 亨利·黑茲利特，98歲，美國記者和作家。[36]
- 雅普·迈耶雷，80歲，荷蘭歷史學家和詩人。[37]
- 史蒂夫·普雷文，67歲，德裔美國電視導演和電影製片人。
- 小威爾·羅傑斯，81歲，美國政治家、作家和報紙出版商，自殺。

### 10日
- 特奧多爾·阿尼奧瓦（Teodor Anioła），67歲，波蘭足球運動員。
- 阿爾弗雷德·海默林克，87歲，比利時公路自行車賽車手。[38]
- 穆罕默德·阿裡·海瑟姆（Muhammad Ali Haitham），53歲，南葉門總理。
- 井伏鱒二，95歲，日本作家。[39]
- 露絲·克勞斯（Ruth Krauss），91歲，美國兒童作家。[40]
- 伊萬·馬切克，84歲，南斯拉夫-斯洛維尼亞共產主義政治家。
- 山姆·羅爾夫，69歲，美國編劇和電視製片人（《來自 U.N.C.L.E. 的男人》），心臟病發作。[41]
- Armand Vaquerin，42歲，法國橄欖球運動員。[42]

### 11日
- 馬里奧·鮑扎·卡德納斯（Mario Bauzá Cárdenas），82歲，古巴拉丁裔和爵士音樂家。[43]
- 比爾·法爾金德（Bill Falkinder），71歲，澳大利亞空軍軍官和政治家。
- 瑪麗·莫德，87歲，美國迪士尼配音演員，心臟病發作。[44]
- 聖索弗羅尼，96歲，俄羅斯修道士和大主教。
- 鄧尼斯·湯姆林森，82歲，羅得西亞板球運動員。

### 12日
- 斐迪南多·朱塞佩·安東內利（Ferdinando Giuseppe Antonelli），96歲，義大利羅馬天主教樞機主教。[45]
- 莉莉·鮑梅斯特（Lily Bouwmeester），91歲，荷蘭戲劇和電影女演員。[46]
- 李达，88歲，中共將軍。
- 丹·埃爾登（Dan Eldon），22歲，英籍肯亞攝影記者、藝術家和活動家，被石頭砸死。[47]
- 米哈爾·戈列涅夫斯基，70歲，波蘭情報官員和間諜。
- 賽義德·努魯爾·哈桑（Saiyid Nurul Hasan），71歲，印度歷史學家和政治家，腎衰竭。
- Gusti Huber，78歲，奧地利裔美國女演員。[48]
- 約翰·詹金斯（John Jenkins），62歲，美國爵士薩克斯管演奏家。[49]
- 詹姆斯·派克，78歲，美國活動家和和平主義者。[50]
- Antun Šoljan，60歲，克羅埃西亞作家。

### 13日
- 大衛·艾利森，32歲，美國 NASCAR 賽車手，直升機墜毀。[51]
- Jürgen Frohriep，65歲，德國演員。
- AK Ramanujan，64歲，印度詩人和學者。[52]
- 萊斯利·索恩（Leslie Thorne），77歲，蘇格蘭賽車手。

### 14日
- 亨寧·布洛門，82歲，美國政治家。
- 萊奧·費雷（Léo Ferré），76歲，法國-摩納哥詩人和作曲家。[53]
- 漢內斯·克斯特納，63歲，德國管風琴家和大鍵琴演奏家。[54]
- 蓋瑞·穆爾，55歲，美國遊艇設計師。

### 15日
- 雨果·巴厘維安，92歲，玻利維亞總統。
- 大衛·布萊恩，78歲，美國演員，癌症。[55]
- Young Corbett III，88歲，義大利裔美國拳擊冠軍。
- 葉夫根尼·彼得羅維奇·費奧多羅夫，81歲，蘇聯空軍少將和蘇聯英雄。
- 伯特·格裡夫斯（Bert Greeves），87歲，英國摩托車先驅。[56]

### 16日
- 格蕾特·阿多諾（Gretel Adorno），91歲，德國化學家和知識份子。[57]
- 傑克·布魯爾，79歲，英國運動員和奧運選手。[58]
- 約瑟夫·卡爾弗韋爾（Joseph Culverwell），75歲，辛巴威政治家。
- 蜜雪兒·霍拉德（Michel Hollard），95歲，二戰期間的法國抵抗運動成員。[59]
- Genowefa Kobielska，87歲，波蘭田徑運動員和奧運選手。[60]
- 何塞·帕斯德內斯（José Pastenes），78歲，智利足球運動員。

### 17日
- 弗拉基米爾·巴爾明（Vladimir Barmin），84歲，俄羅斯工程師和火箭科學家。
- 帕爾·杜奈，84歲，匈牙利重劍和花劍運動員和奧運選手。[61]
- 埃舍爾·魯迪（Eschel Rhoodie），60歲，南非政治家和旋轉醫生。[62]
- 哈莫·薩哈揚（Hamo Sahyan），79歲，亞美尼亞詩人和翻譯家。
- 阿道夫·尤什凱維奇，87歲，蘇聯數學史家。

### 18日
- 安部徹，76歲，日本電影演員。
- 赫克托·佛雷斯奇，82歲，阿根廷足球守門員。
- 讓·尼古萊斯科，93歲，羅馬尼亞裔美國電影導演和編劇。[63]
- 大衛斯·羅伯茨，76歲，美國演員[64]
- 溫斯坦利男爵邁克爾·溫斯坦利，74歲，英國政治家。[65]

### 19日
- 席蒙·戈德堡（Szymon Goldberg），84歲，波蘭裔美國古典小提琴家和指揮家。[66]
- 戈登·格雷（Gordon Gray），82歲，蘇格蘭羅馬天主教樞機主教。[67]
- 石原省三，82歲，日本速滑運動員和奧運選手。[68]
- Girilal Jain，69歲，印度記者。[69]
- 埃爾馬·克洛斯，83歲，捷克電影導演。[70]
- Fred Liewehr，84歲，奧地利舞台和電影演員。[71]
- Red Prysock，67歲，美國節奏藍調男高音薩克斯管演奏家。[72]
- Luzius Rüedi，93歲，瑞士冰球運動員。[73]

### 20日
- 文斯·福斯特（Vince Foster），48歲，美國律師和白宮副法律顧問，自殺。[74]
- 阿法納西·科瓦廖夫，89歲，蘇聯政治家和政治家。
- 傑奎琳·蘭巴（Jacqueline Lamba），82歲，法國畫家和超現實主義藝術家。[75]
- 津田恆實，32歲，日本棒球運動員，腦癌。[76]

### 21日
- 羅伯特·格拉斯，53歲，美國音響工程師（E.T.外星人、第三類接觸、闪舞），奧斯卡獎得主（1983年）。[77]
- René-Jean Jacquet，60歲，法國足球守門員。
- 埃德溫·詹姆斯·喬治·彼特曼，95歲，澳大利亞數學家。[78]
- Richard Tee，49歲，美國音樂家，前列腺癌。[79]
- 邁克爾·沃爾夫，30歲，德國重金屬音樂家，摩托車事故。

### 22日
- 約翰·克萊頓-斯圖爾特，第六代布特侯爵，60歲，蘇格蘭貴族和藝術收藏家，癌症。[80]
- 貢納爾·布羅爾·弗里蒂奧夫·德格柳斯（Gunnar Bror Fritiof Degelius），90歲，瑞典地衣學家。
- 皮耶羅·赫利澤（Piero Heliczer），56歲，義大利裔美國詩人、出版商、演員和電影製片人，交通事故。[81]
- 小羅斯科·羅賓遜，64歲，美國陸軍上將。[82]

### 23日
- 薩阿德·本·阿卜杜勒阿齊茲·沙特，77歲，沙特皇室成員。
- 弗洛倫斯·南丁格爾·大衛，83歲，英國統計學家。[83]
- 勞爾·加爾迪尼（Raul Gardini），60歲，義大利商人，自殺。[84]
- 約翰·蘭福德-霍爾特，77歲，英國政治家。[85]
- 魯道夫·馬庫赫（Rudolf Macúch），73歲，斯洛伐克-德國語言學家。[86]
- 路易士·德·斯塔烏·蒙泰羅，67歲，葡萄牙作家、小說家和劇作家。
- 馬歇爾·亞伯拉罕·希爾斯，76歲，美國橄欖球運動員。[87]
- 奧蒂斯·斯莫瑟斯，64歲，美國芝加哥藍調吉他手和歌手。[88]
- 梅根·泰勒，72歲，英國花樣滑冰運動員和奧運選手。[89]
- 萊拉·米勒德·湯瑪斯（Lera Millard Thomas），92歲，美國政治家。

### 24日
- 埃里克·扬松（Erik Jansson），86歲，瑞典公路賽車手。[90]
- 喬·奧斯曼斯基，75歲，美國橄欖球運動員。[91]
- 維克多·潘克拉什金，35歲，蘇聯籃球運動員。
- Rene Requiestas，36歲，菲律賓演員和喜劇演員，肺結核。

### 25日
- 阿蓋爾公爵夫人瑪格麗特·坎貝爾，80歲，蘇格蘭貴族。
- 弗朗西斯·布伊格 （Francis Bouygues），70 歲，法國商人和電影製片人。[92]
- 甘苦，69歲，中國政治家。
- Nan Grey，75歲，美國電影女演員，心臟病發作。[93]
- 史蒂文·潘科，85歲，美國商人和政治家。
- 塞西莉亞·派克（Cecilia Parker），79歲，加拿大裔美國電影女演員。[94]
- 文森特·謝弗（Vincent Schaefer），87歲，美國化學家和氣象學家。[95]
- 康拉德·沃斯（Conrad L. Wirth），93歲，美國景觀設計師和環保主義者。[96]

### 26日
- 丹尼爾·福克斯，84歲，美國編劇、小說家和散文家[97]
- 馬塞萊特·迦納（Marcellite Garner），83歲，美國藝術家和配音演員（米妮老鼠）。
- 赫蘇斯·卡斯特羅·岡薩雷斯（Jesús Castro González），42歲，西班牙足球運動員，溺水身亡。
- 西蒙·格林伯格（Simon Greenberg），92歲，俄裔美國拉比和學者。[98]
- 米哈伊爾·科澤爾，81歲，蘇聯和俄羅斯畫家。
- 尤里·列維京，80歲，蘇聯和俄羅斯古典音樂作曲家。
- 马修·李奇威，98歲，美國陸軍軍官，心血管疾病。[99]

### 27日
- 勞倫·阿克曼（Lauren Ackerman），88歲，美國醫生和病理學家。[100]
- 約翰·布魯克斯，73歲，美國作家，中風。[101]
- 川喜多嘉子（Kashiko Kawakita），85歲，日本電影製片人和電影策展人。
- 雷吉·路易斯，27歲，美國籃球運動員，心臟病發作。[102]
- T. Dan Smith，78歲，英國政治家。[103]

### 28日
- 克雷頓男爵傑克·布朗，88歲，蘇格蘭政治家。
- 雅克·勞迪（Jacques Laudy），86歲，比利時漫畫家。[104]
- 傑馬勒·馬達諾魯，86歲，土耳其將軍和政治家。
- 斯坦利·伍茲，90歲，愛爾蘭摩托車賽車手。[105]

### 29日
- 菲登西奧·卡斯蒂略，85歲，墨西哥藝術家和教育家。
- 尼古拉·科斯滕科（Nicolai Costenco），79歲，摩爾多瓦作家。
- 喬伊斯·哈伯（Joyce Haber），62歲，美國八卦專欄作家，腎衰竭和肝衰竭。[106]
- 傑克·基欽，72歲，英國橄欖球運動員和教練。
- 卡羅琳·西蒙（Caroline K. Simon），92歲，美國律師、法官和政治家。[107]

### 30日
- Frank L. Howley，90歲，美國陸軍準將。[108]
- 愛德華·鐘斯（Edward E. Jones），65歲，美國心理學家和學者。[109]
- Condor Laucke，78歲，澳大利亞政治家，肺氣腫。
- 唐·邁里克（Don Myrick），53歲，美國薩克斯管演奏家，被槍殺。[110]
- 爱德华·伯纳德·拉琴斯基（Edward Bernard Raczyński），101歲，波蘭外交官、作家和政治家。[111]
- 傑伊·斯科特（Jay Scott），43歲，加拿大影評人，愛滋病相關併發症。

### 31日
- 萊諾爾·奧伯特（Lenore Aubert），75歲，斯洛維尼亞裔美國模特和女演員。[112]
- 博杜安，62歲，比利時國王，心臟病發作。[113]
- Paul B. Henry，51歲，美國政治家和政治學教授，腦癌。[114]
- Gabdrakhman Kadyrov，52歲，蘇聯賽車手。
- 喬治·凱特，92歲，斯裡蘭卡畫家。
- 理查·倫納德（Richard M. Leonard），84歲，美國攀岩者、環保主義者和律師。[115]
- 方志純，87歲，中國政治家。